# Kaitlin Young
Kaitlin Young (Circle Pines, Minnesota; 15 de septiembre de 1985) es una artista marcial mixta estadounidense.

## Primeros años
Comenzó a entrenarse en artes marciales a los 14 años, donde exploró su interés por el taekwondo y obtuvo el cinturón negro.
Tras asistir a una conferencia nacional de taekwondo, Young descubrió el muay thai, apuntándose a clases en la Academia de Artes Marciales de Minnesota.
Tras graduarse como la mejor de su clase en el instituto, en 2004, se matriculó en la Universidad de Minnesota, especializándose en kinesiología.

## Carrera de artes marciales mixtas
Young saltó a la fama tras ganar el Gran Premio Femenino HOOKnSHOOT 2007 de una sola noche con tres nocauts en un tiempo combinado de tan sólo 1:45. A continuación se enfrentó a Sarah Schneider en Tuff-N-Uff: "Thompson vs. Troyer" el 1 de febrero de 2008, pero fue derrotada por un armbar en la segunda ronda.
El 31 de mayo de 2008, Young fue derrotada por Gina Carano en EliteXC: Primetime tras el segundo asalto, cuando el médico declaró que no podía continuar.
Young regresó a la competición de MMA el 11 de diciembre de 2009, pero perdió ante Shana Olsen por nocaut técnico en el segundo asalto. Olsen no había alcanzado el peso reglamentario.
Young participó en el Freestyle Cage Fighting Women's Bantamweight Grand Prix en FCF 39 el 30 de enero de 2010 en Shawnee (Oklahoma). Fue derrotada por Jennifer Tate en la segunda ronda de su combate de cuartos de final.
Más tarde se enfrentaría a Jamie Seaton en el evento coprincipal de Crowbar MMA: "Fall Brawl" el 11 de septiembre de 2010, pero Seaton se retiró del combate. Young fue entonces emparejada contra Liz Carmouche, pero la lucha fue cancelada después de que Young firmase un contrato para aparecer en la filmación del reality show televisivo de la Ultimate Women Challenge. Después de que el programa nunca llegó a emitirse, Young y otros 6 concursantes demandaron a los productores, alegando que nunca se les pagó.
Durante el Ultimate Women Challenge, se enfrentó a Julie Kedzie el 24 de septiembre de 2010, derrotándola por decisión dividida.
Young se enfrentó de nuevo a Kedzie en una revancha por el título a cinco asaltos en Jackson's MMA Series 4 el 9 de abril de 2011 en Albuquerque (Nuevo México). Fue derrotada por decisión unánime.
Young estaba programada para enfrentarse a Jan Finney en el evento principal de Freestyle Cage Fighting 49 el 1 de octubre. Sin embargo, Finney se retiró de la pelea y Young se enfrentó a Liz Carreiro en su lugar. Derrotó a Carreiro por TKO al final de la primera ronda.
Young acordó enfrentarse a Milana Dudieva en ProFC 37 el 9 de noviembre de 2011 en Ufa, Rusia. Sin embargo, ella se retiró de la pelea el 30 de octubre debido a complicaciones en la obtención de un visado.
Young se enfrentó a Anna Barone en "Downtown Showdown 2" el 6 de enero de 2012 en Mineápolis (Minnesota). Barone no alcanzó el peso, pero la pelea procedió y Young derrotó a Barone por TKO cuando el médico detuvo la pelea después de la segunda ronda.

### Invicta FC
Young se enfrentó a Leslie Smith en Invicta FC 1: Coenen vs. Ruyssen el 28 de abril de 2012. Su combate terminó en empate dividido y fue nombrado combate de la noche.
Young se enfrentó a Liz Carmouche en Invicta FC 2: Baszler vs. McMann el 28 de julio de 2012. Fue derrotada por sumisión debido a una estrangulación trasera desnuda en la segunda ronda.
Young estaba programada para enfrentarse a Sarah Kaufman en Invicta FC 3: Penne vs. Sugiyama. Sin embargo, Kaufman sufrió una lesión y Young se enfrentó a Leslie Smith en la revancha. Fue derrotada por TKO en el segundo asalto.
Young estaba programada para enfrentarse a Amanda Nunes en Invicta FC 5: Penne vs. Waterson el 5 de abril de 2013. Sin embargo, Nunes sufrió una lesión en el brazo y Young en su lugar se enfrentó a Lauren Taylor. Young perdió la pelea por decisión unánime.
En abril de 2016 fue anunciado por Invicta FC que Young se uniría a su personal como matchmaker de peleas, trabajando junto a Julie Kedzie.
Después de más de cuatro años de ausencia de la competición, Young luchó contra Reina Miura en Rizin 12 el 12 de agosto de 2018. Yong ganó la pelea por decisión unánime.
Young estaba programada para enfrentarse a Zarah Fairn Dos Santos el 16 de noviembre de 2018 en Invicta FC 32: Spencer vs. Sorenson. Sin embargo, debido a problemas de visado, Dos Santos fue reemplazada por Sarah Patterson y la pelea procedió a un asunto de peso de captura de 150 libras para acomodar a Patterson. En los pesajes, Patterson pesó 154,5 libras, 3,5 por encima del límite de pelea de peso de captura de 150. Ella fue multada con el 25 por ciento de su bolsa, que fue a su oponente Young. Young ganó la pelea por nocaut técnico en la primera ronda. En junio de 2019, derrotó a la neozelandesa Faith Van Duin por TKO en la tercera ronda.
Young se enfrentó a Pam Sorenson el 9 de agosto de 2019 en Invicta FC 36: Sorenson vs. Young por el título vacante de peso pluma de Invicta. Young perdió la pelea por decisión unánime en cinco asaltos.

### Professional Fighters League
El 25 de febrero de 2021, surgió la noticia de que Young había firmado con la Liga de Luchadores Profesionales y se espera que compita en el torneo de peso ligero femenino de la temporada 2021.
Young debutó contra la belga Cindy Dandois en la PFL 3 el 6 de mayo de 2021. Ganó el combate por decisión unánime.
Young se enfrentó a Mariana Morais el 25 de junio de 2021 en la PFL 6. Perdió el reñido combate por decisión dividida.
Young estaba programada para enfrentarse a Marina Mokhnatkina el 19 de agosto de 2021 en la PFL 8. Young fue retirada del combate un día antes del evento debido a razones no reveladas.
Young se enfrentó a Julia Budd el 27 de octubre de 2021 en la PFL 10. Perdió el combate de forma decisiva por decisión unánime.
Young se enfrentó a Kayla Harrison el 1 de julio de 2022 en PFL 6. Young perdió el combate, con la detención del árbitro en la marca de 2:35 de la primera ronda.

## Récord en artes marciales mixtas
| Resultado | Récord  | Oponente         | Método                                | Evento                                          | Fecha                    | Ronda | Tiempo | Localización  |
| --------- | ------- | ---------------- | ------------------------------------- | ----------------------------------------------- | ------------------------ | ----- | ------ | ------------- |
| Derrota   | 12–13–1 | Kayla Harrison   | TKO (puñetazos)                       | PFL 6                                           | 1 de julio de 2022       | 1     | 2:35   | Atlanta       |
| Derrota   | 12–12–1 | Julia Budd       | Decisión (unánime)                    | PFL 10                                          | 27 de octubre de 2021    | 3     | 5:00   | Hollywood     |
| Derrota   | 12–11–1 | Mariana Morais   | Decisión (split)                      | PFL 6                                           | 25 de junio de 2021      | 3     | 5:00   | Atlantic City |
| Victoria  | 12–10–1 | Cindy Dandois    | Decisión (unánime)                    | PFL 3                                           | 6 de mayo de 2021        | 3     | 5:00   | Atlantic City |
| Victoria  | 11–10–1 | Latoya Walker    | Decisión (unánime)                    | Invicta FC 41: Morandin vs. Ruiz                | 30 de julio de 2020      | 3     | 5:00   | Kansas City   |
| Derrota   | 10–10–1 | Pam Sorenson     | Decisión (unánime)                    | Invicta FC 36: Sorenson vs. Young               | 9 de agosto de 2019      | 5     | 5:00   | Kansas City   |
| Victoria  | 10–9–1  | Faith Van Duin   | TKO (golpes)                          | Invicta FC 35: Bennett vs. Rodriguez II         | 7 de junio de 2019       | 3     | 3:52   | Kansas City   |
| Victoria  | 9–9–1   | Sarah Patterson  | TKO (patada en la pierna y puñetazos) | Invicta FC 32: Spencer vs. Sorenson             | 16 de noviembre de 2018  | 1     | 1:25   | Shawnee       |
| Victoria  | 8–9–1   | Reina Miura      | Decisión (unánime)                    | Rizin 12                                        | 12 de agosto de 2018     | 3     | 5:00   | Nagoya        |
| Derrota   | 7–9–1   | Raquel Pa'aluhi  | Decisión (unánime)                    | Invicta FC 9: Honchak vs. Hashi                 | 1 de noviembre de 2014   | 3     | 5:00   | Davenport     |
| Derrota   | 7–8–1   | Lauren Murphy    | Decisión (unánime)                    | Invicta FC 5: Penne vs. Waterson                | 5 de abril de 2013       | 3     | 5:00   | Kansas City   |
| Derrota   | 7–7–1   | Leslie Smith     | TKO (puñetazos)                       | Invicta FC 3: Penne vs. Sugiyama                | 6 de octubre de 2012     | 2     | 2:19   | Kansas City   |
| Derrota   | 7–6–1   | Liz Carmouche    | Sumisión (rear-naked choke)           | Invicta FC 2: Baszler vs. McMann                | 28 de julio de 2012      | 2     | 3:34   | Kansas City   |
| Empate    | 7–5–1   | Leslie Smith     | Empate (split)                        | Invicta FC 1: Coenen vs. Ruyssen                | 28 de abril de 2012      | 3     | 5:00   | Kansas City   |
| Victoria  | 7–5     | Anna Barone      | TKO (parada del doctor)               | Driller Promotions / SEG - Downtown Showdown 2  | 6 de enero de 2012       | 2     | 5:00   | Mineápolis    |
| Victoria  | 6–5     | Liz Carreiro     | TKO (puñetazos)                       | FCF 49: Fight Strong For The Cure               | 1 de octubre de 2011     | 1     | 4:47   | Shawnee       |
| Derrota   | 5–5     | Julie Kedzie     | Decisión (unánime)                    | Jackson's MMA Series 4                          | 9 de abril de 2011       | 5     | 5:00   | Albuquerque   |
| Victoria  | 5–4     | Julie Kedzie     | Decisión (split)                      | Ultimate Women Challenge                        | 24 de septiembre de 2010 | 3     | 3:00   | St. George    |
| Derrota   | 4–4     | Jennifer Tate    | Sumisión (armbar)                     | Freestyle Cage Fighting 39                      | 30 de enero de 2010      | 2     | 2:35   | Shawnee       |
| Derrota   | 4–3     | Shana Olsen      | TKO (puñetazos y codazos)             | Ironman MMA                                     | 11 de diciembre de 2009  | 2     | 1:52   | Welch         |
| Derrota   | 4–2     | Gina Carano      | TKO (parada del doctor)               | EliteXC: Primetime                              | 31 de mayo de 2008       | 2     | 3:00   | Newark        |
| Derrota   | 4–1     | Sarah Schneider  | Sumisión (armbar)                     | Tuff-N-Uff: Thompson vs. Troyer                 | 1 de febrero de 2008     | 2     | 0:35   | Las Vegas     |
| Victoria  | 4–0     | Patti Lee        | TKO (rodilla al cuerpo)               | HOOKnSHOOT - BodogFight 2007 Women's Grand Prix | 24 de noviembre de 2007  | 3     | 5:00   | Evansville    |
| Victoria  | 3–0     | Miesha Tate      | KO (golpe en cabeza)                  | HOOKnSHOOT - BodogFight 2007 Women's Grand Prix | 24 de noviembre de 2007  | 3     | 5:00   | Evansville    |
| Victoria  | 2–0     | Suzy Smith       | KO (rodillazos)                       | HOOKnSHOOT - BodogFight 2007 Women's Grand Prix | 24 de noviembre de 2007  | 3     | 5:00   | Evansville    |
| Victoria  | 1–0     | Lindsey Frandrop | TKO (golpes al cuerpo y puñetazos)    | Brutaal - Fight Night                           | 4 de octubre de 2017     | 2     | 0:26   | Maplewood     |